# Psammocora verrilli
Psammocora verrilli is een rifkoralensoort uit de familie van de Psammocoridae. De wetenschappelijke naam van de soort is voor het eerst geldig gepubliceerd in 1907 door Vaughan.